# Ryuzo Morioka
Ryuzo Morioka (森岡 隆三, Morioka Ryuzo, Yokohama, 7 oktober 1975) is een Japans voormalig voetballer die als verdediger speelde.

## Carrière
Ryuzo Morioka speelde tussen 1994 en 2008 voor Kashima Antlers, Shimizu S-Pulse en Kyoto Sanga FC. Het grootste deel van zijn carrière speelde hij als middenvelder voor Shimizu S-Pulse. In 2008 werd hij coach bij Kyoto Sanga voor het jeugdvoetbal.

## Japans voetbalelftal
Ryuzo Morioka debuteerde in 1999 in het Japans nationaal elftal en speelde 38 interlands.

## Statistieken
| Japans voetbalelftal | Japans voetbalelftal | Japans voetbalelftal |
| Jaar                 | Wed.                 | Dlp.                 |
| -------------------- | -------------------- | -------------------- |
| 1999                 | 7                    | 0                    |
| 2000                 | 14                   | 0                    |
| 2001                 | 11                   | 0                    |
| 2002                 | 2                    | 0                    |
| 2003                 | 4                    | 0                    |
| Totaal               | 38                   | 0                    |